# Characidium xanthopterum
Characidium xanthopterum es una especie de peces de la familia Crenuchidae en el orden de los Characiformes.

## Morfología
Los machos pueden llegar alcanzar los 4,7 cm de longitud total.
- Número de  vértebras: 32-33.[1]

## Hábitat
Vive en zonas de clima tropical.

## Distribución geográfica
Se encuentran en Sudamérica: afluente s del río Paranaíba ( cuenca del río Paraná) y del río Tocantins ( Brasil ).